# USAA
United Services Automobile Association (USAA) er en amerikansk bank-, pension- og forsikringsselskab med hovedkvarter i San Antonio, Texas. De udbyder forsikringer, pensions- og bankprodukter til ansatte i forsvaret, veteraner og deres familier. Den blev etableret i 1922 i San Antonio af en gruppe på 25 amerikanske officerer som et forsikringsselskab. Ved udgangen af 2020 havde de over 13 mio. medlemmer og 36.000 ansatte.